# (31761) 1999 JO103
1999 JO103 (asteroide 31761) é um asteroide da cintura principal. Possui uma excentricidade de 0.23926790 e uma inclinação de 8.54763º.
Este asteroide foi descoberto no dia 13 de maio de 1999 por LINEAR em Socorro.